# Wikariat Fátima
Wikariat Fátima − jeden z 9 wikariatów diecezji Leiria-Fátima, składający się z 4 parafii:
- Parafia św. Bartłomieja w Atouguia
- Parafia Matki Bożej Radości w Fátimie
- Parafia św. Katarzyny w Santa Catarina da Serra
- Parafia św. Mameda w São Mamede